# Ida Lagerbon
Ida Staxen Lagerbon (* 12. Mai 1998 in Næstved, Dänemark) ist eine dänische Handballspielerin, die für den dänischen Erstligisten SønderjyskE Håndbold aufläuft.

## Karriere

### Im Verein
Lagerbon begann das Handballspielen beim dänischen Verein TMS Ringsted. Nachdem die Rückraumspielerin später für BK Ydun aufgelaufen war, wechselte sie im Jahr 2014 in die Jugendabteilung von FC Midtjylland Håndbold. Am 3. Februar 2016 stand sie beim Erstligaspiel gegen HC Odense im Erstligakader von FC Midtjylland Håndbold. Mit FC Midtjylland Håndbold gewann sie 2017 die dänische Jugendmeisterschaft.
Lagerbon lief in der Saison 2017/18 für die Damenmannschaft von Fredericia HK auf und wurde mit 165 Treffern Torschützenkönigin der zweithöchsten dänischen Spielklasse. Anschließend unterschrieb sie einen Vertrag beim Erstligisten Roskilde Håndbold. Mit 112 Toren belegte sie in der Saison 2018/19 den sechsten Platz in der Torschützenliste der höchsten dänischen Spielklasse.
Lagerbon schloss sich im Sommer 2019 dem schwedischen Erstligisten IK Sävehof an. Mit Sävehof nahm sie in der Saison 2019/20 an der EHF Champions League teil. Zur Saison 2021/22 wechselte sie zum französischen Erstligisten Chambray Touraine Handball. Im Sommer 2023 kehrte sie nach Dänemark zurück und schloss sich dem Erstligisten SønderjyskE Håndbold an.

### In Auswahlmannschaften
Lagerbon lief für die dänische Jugend- und Juniorinnennationalmannschaft auf.